# Graphigona
Graphigona es un género monotípico de lepidópteros de la familia Erebidae. Su única especie es:  Graphigona regina Guenée in Boisduval and Guenée, 1852.